# Eric Leman
Eric Leman (Ledegem, 17 luglio 1946) è un ex ciclista su strada belga Professionista dal 1968 al 1977, vinse tre Giri delle Fiandre e cinque tappe al Tour de France. Aveva eccellenti doti di velocista, che gli permisero di essere competitivo nelle corse di un giorno.

## Palmarès
- 1968

Kuurne-Bruxelles-Kuurne
Omloop van het Leiedal
2ª tappa Quatre Jours de Dunkerque (Dunkerque > Maubeuge)
Porto-Lisbona
21ª tappa Tour de France (Besançon > Auxerre)
4ª tappa Tour du Nord
- 1969

1ª tappa Vuelta a Andalucía
2ª tappa Vuelta a Andalucía
5ª tappa Vuelta a Andalucía
7ª tappa Vuelta a Andalucía
3ª tappa, 1ª semitappa, Paris-Nice
Dwars door België
Grote Bankprijs Roeselaere
5ª tappa, 2ª semitappa, Circuit des Six Provinces
3ª tappa Tour de France (Maastricht > Charleville-Mézières)
- 1970

1ª tappa, 2ª semitappa, Vuelta a Andalucía
3ª tappa Vuelta a Andalucía
4ª tappa Paris-Nice (Saint-Étienne > Bollène)
Prologo Giro del Belgio
Giro delle Fiandre
Campionati belgi, Prova Interclubs
Grote Prijs Briek Schotte
- 1971

Prologo Vuelta a Andalucía
2ª tappa Vuelta a Andalucía
1ª tappa Paris-Nice (Dourdan > Troyes)
2ª tappa, 1ª semitappa, Paris-Nice (Chablis > Autun)
4ª tappa Paris-Nice (St Etienne > Bollène)
Omloop der Vlaamse Ardennen - Ichtegem
Omloop van het Leiedal
1ª tappa, 1ª semitappa, Critérium du Dauphiné Libéré
5ª tappa, 1ª semitappa, Critérium du Dauphiné Libéré
1ª tappa, 1ª semitappa, Tour de France (Mulhouse > Basilea)
6ª tappa, 1ª semitappa, Tour de France (Roubaix > Amiens)
7ª tappa Tour de France (Rungis > Nevers)
Grote Prijs Peruwelz
Kampioenschap van Vlaanderen
- 1972

Gran Premio de Valencia
1ª tappa Paris-Nice (Dourdan > Vierzon)
3ª tappa Paris-Nice (Autun > St Etienne)
2ª tappa Giro del Belgio
Giro delle Fiandre
4ª tappa Quatre Jours de Dunkerque (Valenciennes > Dunkerque)
- 1973

2ª tappa, 2ª semitappa, Paris-Nice (Saulieu > Châlon sur Saône)
Giro delle Fiandre
- 1974

4ª tappa Paris-Nice (St Etienne > Orange)
2ª tappa Vuelta a España (Almería > Granada)
Halse Pijl
- 1975

1ª tappa Paris-Nice (Évry > St Doulchard)
- 1976

Omloop van Midden-Vlaanderen
- 1977

4ª tappa Vuelta a Aragón (Águilas > Murcia)

### Altri successi
- 1968

Roeselaere (criterium)
Gullegem Koerse (kermesse)
Helchteren (kermesse)
De Panne (circuito)
Kortemark (kermesse)
Houthulst (kermesse)
- 1969

Classifica sprint Tour de France
Denderleeuw (criterium)
- 1970

Sint Denijs (kermesse)
Herne (criterium)
Langemark (kermesse)
- 1971

Omloop Mandel-Leie-Schelde (derny)
Oostkamp (kermesse)
Gullegem Koerse (kermesse)
Ronse (criterium)
Château-Chinon (criterium)
Tienen (criterium)
- 1973

Gistel (kermesse)
- 1974

Trèfle à Quatre Feuilles (circuito)
Eeklo (kermesse)
- 1976

Roeselaere (criterium)
Zele (kermesse)
Tijdrit Moorslede (circuito)
Ruiselede (kermesse)
- 1977

Olsene (criterium)
Ruiselede (kermesse)

## Piazzamenti

### Grandi Giri
- Tour de France

1968: 52º
1969: 79º
1970: ritirato (8ª tappa)
1971: 91º
1974: ritirato (12ª tappa)
- Vuelta a España

1973: 55º
1974: 22º
1975: ritirato
1976: ritirato

### Classiche monumento
- Milano-Sanremo

1968: 19º
1969: 9º
1970: 3º
1972: 45º
1973: 13º
1974: 2º
- Giro delle Fiandre

1968: 40º
1969: 22º
1970: vincitore
1971: 24º
1972: vincitore
1973: vincitore
1974: 5º
1976: 7º
- Parigi-Roubaix

1968: 36º
1970: 3º
1971: 6º
1974: 5º
1975: 26º
1976: 21º
- Liegi-Bastogne-Liegi

1969: 4º
1974: ritirato

### Competizioni mondiali
- Campionati del mondo

Zolder 1969 - In linea: 44º
Leicester 1970 - In linea: 17º